# Urgleptes pallidulus
Urgleptes pallidulus là một loài bọ cánh cứng trong họ Cerambycidae.